# Glasögonvitstjärt
Glasögonvitstjärt (Myioborus melanocephalus) är en fågel i familjen skogssångare inom ordningen tättingar.

## Utseende
Glasögonvitstjärt är en praktfull skogssångare. Fjäderdräkten är skiffergrå ovan, gul under och på huvudet syns tydliga gula "glasögon". Hjässan är roströd i norra halvan av utbredningsområdet men helsvart i södra. Vissa fåglar i norra Ecuador och södra Colombia har gul panna.

## Utbredning och systematik
Glasögonvitstjärt förekommer i Anderna och delas in i fem underarter med följande utbredning:
- Myioborus melanocephalus ruficoronatus – sydvästra Colombia (Nariño) till södra Ecuador (Loja)
- Myioborus melanocephalus griseonuchus – västra Anderna i nordvästra Peru (Piura och Cajamarca)
- Myioborus melanocephalus malaris – centrala Anderna i norra Peru (norr om Chachapoyas i Amazonas)
- Myioborus melanocephalus melanocephalus – östra Anderna i Peru (Amazonas till Ayacucho)
- Myioborus melanocephalus bolivianus – södra Peru (Cusco) till västra Bolivia (La Paz och Cochabamba)

## Levnadssätt
Glasögonvitstjärten hittas i högt belägen molnskog och dvärgväxt skog intill trädgränsen. Där är den en vanlig medlem av artblandade flockar, aktivt födosökande utmed grenar. Den sprider ofta karakteristiskt ut sin stjärt för att exponera de vita yttre stjärtpennorna.

## Status och hot
Arten har ett stort utbredningsområde, men tros minska i antal, dock inte tillräckligt kraftigt för att den ska betraktas som hotad. Internationella naturvårdsunionen IUCN listar arten som livskraftig (LC).